# 3-й Зачатьевский переулок
3-й Зача́тьевский переу́лок — улица в центре Москвы в Хамовниках между 2-м Зачатьевским и Коробейниковым переулком.

## Происхождение названия
Зачатьевские переулки (на планах Москвы XVII века обозначен лишь один Зачатейский переулок) обязаны своим названием Зачатьевскому монастырю, основанному в 1584 году царём Фёдором Иоанновичем в надежде на избавление от бесплодия его жены. Близ монастыря возникла Зачатьевская монастырская слобода, на территории которой и образовались переулки. На планах XIX века обозначался также как Зачатьевский, Кирпичный и Безымянный.

## Описание
3-й Зачатьевский переулок начинается перед главным входом Зачатьевского монастыря у надвратной церкви Спаса Нерукотворного от 2-го Зачатьевского, образуя с последним треугольную площадь, проходит на запад вдоль стен Зачатьевского монастыря, поворачивает на юго-запад параллельно Остоженке и заканчивается на Коробейниковом переулке.

## Примечательные здания и сооружения

### По нечётной стороне

#### № 3, дом Шаляпина
Деревянный дом, уцелевший во время Московского пожара 1812 года. Объект культурного наследия регионального значения.
В XIX веке был трёхэтажным и не имел флигеля, принадлежал Волконским, выстроен на небольшом усадебном участке, пригороженном к стене Зачатьевского монастыря. В начале XX века к дому была сделана пристройка в стиле модерн. Здесь в 1904—1907 годах жил Ф. И. Шаляпин, здесь В. А. Серов написал ростовой портрет хозяина углем. В этом доме в 1904 году родился его сын Борис, а в 1905 году — двойняшки Фёдор и Татьяна. В 1918 году в одной из квартир дома останавливалась Анна Ахматова. Впечатления того приезда отразились в ее стихотворении «Третий Зачатьевский».
В 2000 году власти Москвы продали дом частной компании, собиравшейся перестроить дом под офисное здание, однако этот инвесторский проект не был воплощён в жизнь. Особняк неоднократно менял владельцев, пустовал, ветшал и за десять с небольшим лет пришел в аварийное состояние. В сентябре 2013 года Комитет по культурному наследию города Москвы подал судебный иск об изъятии здания из частной собственности для последующей продажи с публичных торгов, так как памятник находится в неудовлетворительном состоянии, частично аварийном состоянии, и требует проведения противоаварийных и ремонтно-реставрационных работ. В ходе судебного разбирательства департамент изменил свои исковые требования, в итоге 31 марта 2014 года Хамовнический районный суд Москвы обязал собственника здания провести его срочную реставрацию. Владелец заявил о начале противоаварийных и реставрационных работ, была выбрана реставрационная фирма, подготовлен проект, по которому после корректного восстановления (без увеличения объемов и устройства подземных парковок) в доме разместится реабилитационный центр для детей. Однако весной 2015 года противоаварийные работы, согласованные всеми ведомствами, были остановлены более чем на полгода из-за нанесения ущерба давно не использующейся электрощитовой, фактически опирающейся на стену памятника регионального значения. Работы по восстановлению фундаментов дома были прекращены на время разбирательств с появившимися из ниоткуда собственниками щитовой. К началу 2016 года противоаварийные работы фактически завершены, начало реставрационных запланировано на этот же год. Однако состояние дома по-прежнему вызывает опасения.

## В культуре
Перу Анны Ахматовой принадлежит стихотворение «Третий Зачатьевский»:
Переулочек, переул…

Горло петелькой затянул.

Тянет свежесть с Москва-реки,

В окнах теплятся огоньки…